# Ulderico Sergo
Ulderico Sergo (ur. 4 lipca 1913 we Fiume, zm. 20 lutego 1967 w Cleveland) – włoski bokser, złoty medalista letnich igrzysk olimpijskich w Berlinie w 1936 w kategorii koguciej. W 1937 roku zdobył w Mediolanie Mistrzostwo Europy w boksie. W finałowej walce pokonał Antona Oscę. W 1939 roku na kolejnych Mistrzostwach Europy w Dublinie  obronił swój tytuł.
Próbował swoich sił w boksie zawodowym, jednak nie odniósł żadnych sukcesów – w latach 1941–1952 stoczył trzynaście walk, z których wygrał zaledwie dwie, cztery zremisował i siedem przegrał.